# عملکرد صندوق بین‌المللی پول در دنیاگیری ویروس کرونا
مدیرعامل صندوق بین‌المللی پول کریستالینا جورجیوا در سخنرانی خود به تاریخ ۹ آوریل ۲۰۲۰ به تشریح عملکرد صندوق بین‌المللی پول در دوران همه‌گیری ویروس کرونا، نحوه مقابله با این بحران و اولویت‌های اقتصاد جهانی در این خصوص پرداخت.
خانم جورجیوا این بحران را بی بدیل توصیف کرد و بیان کرد این دوران از همان زمان‌هایی است که صندوق بین‌المللی پول به منظور آن تشکیل شده‌است تا قدرت جامعه بین‌المللی را در حمایت از قشرها آسیب‌پذیر و احیای دوباره اقتصاد نشان دهد. عملکرد امروز ما تعیین‌کننده سرعت و قدرت این احیا در 189 کشور عضو صندوق خواهد بود.
وی با بیان اینکه تردیدهای جدی در خصوص شدت و مدت زمان همه‌گیری کرونا وجود دارد گفت: قطعاً رشد منفی جدی در سال ۲۰۲۰ را تجربه خواهیم کرد. وضعیتی که از زمان رکود بزرگ(۱۹۲۹–۱۹۳۳) بی‌سابقه خواهد بود. سه ماه پیش از این رشد سرانه درآمد در بیش از ۱۶۰ کشور مثبت پیش‌بینی می‌شد در حالیکه امروز برای ۱۷۰ کشور رشد منفی را متصور هستیم. بخش عظیمی از شاغلین در کشورها، یا خود اشتغالی دارند یا برای کسب و کارهای کوچک و متوسط کار می‌کنند و بدین ترتیب بیشتر در معرض آسیب‌های ناشی از کرونا قرار دارند. از آن جایی که بحران‌های بهداشتی مردم آسیب‌پذیر را بیشتر تحت تأثیر قرار می‌دهد انتظار می‌رود به همان ترتیب کشورهای آسیب‌پذیر، صدمه بیشتری از کرونا ببینند. هم چنین در زاغه‌های شهرهای بزرگ که فاصله گذاری اجتماعی به سختی رعایت می‌شود شاهد آسیب بیشتر خواهیم بود.
در دو ماه گذشته ۱۰۰ میلیارد دلار از بازارهای نوظهور خارج شده‌است که این میزان سه برابر بیشتر از مدت مشابه در بحران مالی ۲۰۰۸–۲۰۰۷ است. به این ترتیب کشورهای در حال توسعه برای تأمین اعتبار با مشکل جدی مواجه می‌شوند. خبر امیدوارکننده اقدامات مالی جدی و هماهنگ دولت‌ها در سراسر دنیا است به نحوی که رقم مداخله آن‌ها تا کنون به ۸ تریلیون دلار می‌رسد.

## پیش‌بینی صندوق از تأثیر کرونا بر اقتصاد جهانی
صندوق بین‌المللی پول نرخ رشد جهانی اقتصاد را منفی ۴٫۹ درصد برای سال ۲۰۲۰ پیش‌بینی کرده‌است. این عدد از پیش‌بینی ماه آوریل به مقدار ۱٫۹ کاهش یافته‌است؛ بنابراین تأثیرات منفی کرونا بر اقتصاد جهانی در نیمه اول سال ۲۰۲۰ بیش از میزان انتظار بوده‌است. هم چنین احیای مجدد اقتصاد جهانی بیشتر از پیش‌بینی‌های قبلی به طول خواهد انجامید. نرخ رشد پیش‌بینی شده برای سال ۲۰۲۱، ۵٫۴ درصد است. با این وجود، مجموع تولید ناخالص داخلی در سطح جهانی ۶٫۵٪ از دوران قبل از کرونا کمتر خواهد بود. این شرایط بر پیشرفت‌های قبلی در مبارزه با فقر اثر جدی می‌گذارد.

## اولویت‌های صندوق در دوران کرونا
مدیرعامل صندوق بین‌المللی پول چهار اولویت را برای برنامه‌ریزی در این دوران برشمرد.

### اقدامات ضروری برای مهار کرونا و حمایت از نظام سلامت
برخی معتقدند که بین نجات جان انسان‌ها و نجات معیشت آن‌ها مصالحه وجود دارد. من اساساً این مسئله را یک دوگانه اشتباه می‌دانم. مقابله با ویروس و نجات جان انسان‌ها برای احیای اقتصادی ضرورت دارد؛ بنابراین اولویت اول هزینه در نظام سلامت برای مقابله با کرونا است. این در بسیاری از کشورها سبب کمبود منابع در سایر بخش‌ها خواهد شد؛ بنابراین ضروری خواهد بود که کالاهای اساسی تأمین شوند، اختلالات زنجیره تأمین به حداقل برسد و از صادرات مواد غذایی و کالاهای پزشکی جلوگیری شود.

### محافظت از مردم و شرکت‌های آسیب دیده با اقدامات مالی وسیع، به موقع و هدفمند
این اقدامات با توجه به ویژگی‌های هر کشور متفاوت خواهد بود. تعویق مالیات، یارانه و پرداخت مستقیم به آسیب پذیران اصلی صورت گیرد. مدت بیمه بیکاری و تأمین اجتماعی افزایش یابد. بازپرداخت وام‌ها و تعهدات مجدداً تنظیم شود.

### کاهش فشار بر نظام مالی و جلوگیری از سرایت بحران
بانک‌ها در دهه اخیر نقدینگی و سرمایه زیادی تولید کرده‌اند و انعطاف‌پذیری آن‌ها در این محیط بشدت متغیر به آزمایش گذاشته شده‌است. نظام مالی با فشار قابل توجهی مواجه شده‌است. در بسیاری از کشورها نرخ سود کاهش پیدا کرده‌است. بانک‌های مرکزی خطوط اعتباری خود را فعال کرده‌اند یا خطوط جدیدی به وجود آورده‌اند تا از فشار بر بازار بکاهند. تقویت نقدینگی در سطح وسیع تر سبب تسکین خواهد شد.

### برنامه‌ریزی برای احیاء حین تلاش برای مهار
ما باید اثرات منفی بحران را با سیاست‌های درست به حداقل برسانیم. نیاز است تا با دقت و بر اساس شواهد درست، به تدریج محدودیت‌ها را کاهش دهیم. هنگامی که فعالیت کسب و کارها به شرایط عادی بازمی‌گردد نیاز است تا تقاضا افزایش پیدا کند. محرک‌های مالی در این زمان ضرورت دارند.

## ظرفیت یک تریلیون دلاری صندوق
ما تمام طول هفته و بصورت شبانه‌روزی تلاش می‌کنیم تا از کشورهای عضو از طریق توصیه‌های سیاست گذاری، پشتیبانی فنی و منابع مالی حمایت کنیم.
ما توان وام دهی یک تریلیون دلاری داریم که آن را برای خدمت به اعضا به کار می‌گیریم.
تا کنون درخواست وام اضطراری بیش از ۹۰ کشور را بررسی کرده‌ایم. هیئت اجرایی صندوق با دسترسی دو برابری به تسهیلات اضطراری موافقت نموده‌اند که سبب رسیدگی به ۱۰۰ میلیارد دلار تقاضا خواهد شد.
صندوق تلاش می‌کند با بازبینی ابزار خود از خطوط اعتباری احتیاطی اش در جهت حمایت بیشتر از نقدینگی بهره ببرد. هم چنین از SDR حق برداشت مخصوص در این باره استفاده نماید. در مواردی که بخاطر بدهی کشورها نمی‌توانیم وام جدیدی بدهیم هم بدنبال راه حل هستیم.
ما شرایطی را فراهم کردیم که کشورهای کم درآمد به جای بازپرداخت بدهی به نیازهای فوری بهداشتی بپردازند. ما در حال همکاری با اعطا کنندگان هستیم تا به کمک ۱٫۴ میلیارد دلار دوره بازپرداخت بدهی‌ها را افزایش دهیم.
به همراه بانک جهانی بدنبال توقف بازپرداخت بدهی‌ها در قراردادهای دوجانبه برای فقیرترین کشورها هستیم.
در پایان صحبت‌ها وی جمله ای از ویکتور هوگو نقل کرد : "خطرات بزرگ این زیبایی را دارند که برادری غریبه‌ها را آشکار می‌سازند."